# غافين وليامز
غافين وليامز (بالإنجليزية: Gavin Williams)‏ هو لاعب اتحاد الرغبي نيوزلندي، ولد في 25 أكتوبر 1979 في أوكلاند في نيوزيلندا.

## وصلات خارجية
- غافن وليامز عل موقع إسبنسكروم (الإنجليزية)
- غافن وليامز على موقع ItsRugby.co.uk (الإنجليزية)